# Anthony Oyono
Anthony Oyono, né le 12 avril 2001 à Lille, est un footballeur international gabonais. Il joue au poste de défenseur au Frosinone Calcio.

## Biographie

### En club
Ancien joueur de l'US Ascq, il intègre la première équipe de l'US Boulogne qui joue en National en juillet 2020. Il joue son premier match le 21 août en jouant au poste d'arrière droit lors d'une victoire à 1-0 sur la pelouse de l'US Quevilly. En octobre 2020, il prolonge son contrat pour trois saisons supplémentaires. 
Le 30 janvier 2022, il signe à Frosinone Calcio jusqu'au 30 juin 2024.

### En sélection
Il fait ses débuts en sélection le 29 mars 2021 contre l'Angola aux éliminatoires de la Coupe d'Afrique des nations 2021. Il a joué au poste d'arrière gauche et le Gabon s'incline 2-0 face à l'équipe angolaise qui a su profiter de l'absence de certains cadres de la sélection gabonaise qui avaient cédé ce dernier match aux jeunes panthères vu que le Gabon était déjà qualifié.

## Vie privée
Il a un frère jumeau, Jérémy Oyono, avec qui il est coéquipier en club et en sélection.